# 耶律淳
遼宣宗耶律淳（1063年—1122年），小字涅里，是北遼唯一皇帝，為遼兴宗第四子宋魏國王耶律和鲁斡之子。耶律淳一出生就由其祖母遼興宗的仁懿皇后撫養，長大成人之後，好文學。遼道宗太子耶律濬被殺害之後，遼道宗曾打算立侄子耶律淳為嗣，後罷，封北平郡王，出為彰聖等軍節度使。
天祚帝即位。乾統元年（1101年）封耶律和鲁斡為天下兵馬大元帅，此意味著有皇位的繼承權，封耶律淳為鄭王。乾統三年（1103年）封耶律和鲁斡為皇太叔，進封耶律淳為越國王。乾統六年（1106年），拜為南府宰相，創議制訂兩府禮儀，進封為魏國王。乾統十年（1110年），耶律和鲁斡去世，淳襲南京留職，冬夏入朝，寵冠諸王。
天慶五年（1115年），耶律章奴謀反，打算迎立耶律淳為帝。耶律淳不從。次年（1116年）六月，耶律淳進封秦晉國王，拜都元帥，賜金券，免漢拜禮，不名。
保大二年（1122年）正月，金軍攻克遼中京，天祚帝被金兵所迫，流亡夾山。奚王回離保和林牙耶律大石援引唐肅宗靈武稱帝的例子，勸說耶律淳稱帝。三月，耶律淳在辽南京即皇帝位，百官上尊號為天錫皇帝，改年號建福元年，遥降天祚皇帝为湘阴王，封妻蕭普賢女為德妃，並遣使奉表于金國，乞为附庸。
六月，耶律淳病死，終年六十歲。百官上諡号孝章皇帝，庙号宣宗，葬燕京西部的香山永安陵。